# Démographie de l'Estonie
La démographie de l'Estonie est l’étude quantitative et qualitative des caractéristiques de la population estonienne et de ses dynamiques à partir de thèmes tels que la natalité la fécondité la mortalité la nuptialité (ou conjugalité) et la migration.
Le principal organisme en charge de la mesure de la démographie de l'Estonie est le Statistikaamet (Bureau des statistiques) une agence gouvernementale rattachée au ministère des Finances.
Le territoire de l'Estonie a connu des variations brutales de population tout au long de son histoire en raison des multiples guerres invasions étrangères famines et épidémies. L'Estonie passe de 240 000 à 100 000 habitants après la guerre de Livonie au Moyen Âge. La population atteint environ 350 000 habitants à la fin du XVIIe siècle mais est touchée par une grande famine une épidémie de peste et la grande guerre du Nord réduisant à nouveau sa population à 150 000 habitants en 1712. L'absence de guerre et le développement du commerce au XIXe siècle porte la population à 730 000 en 1850. L'Estonie en plein processus d'indépendance vis-à-vis de l'Empire russe connait ensuite une transition démographique quoique freinée par la première guerre mondiale. Le pays vit aussi à cette époque un exode rural bien que la majorité de la population vive encore dans les campagnes jusqu'à l'entre-deux-guerres.
La Seconde Guerre mondiale les déportations puis la colonisation russe ethnique durant l'occupation soviétique changent drastiquement la composition de la population du pays. En 1953, la colonisation russe porte la population à un niveau similaire à celui d'avant-guerre. La population d'Estonie atteint un pic à plus d'1,5 million d'habitants en 1989 avant de baisser progressivement après la dislocation de l'URSS et le départ de certains colons russes. En 2015, la population atteint son plus bas niveau depuis le rétablissement de l'indépendance avec 1,313 million de personnes. La population augmente à nouveau légèrement chaque année depuis 2016 principalement en raison de l'immigration,.
Dans des projections allant jusqu'à l'année 2080 l'office des statistiques d'Estonie prévoit une stagnation ou une baisse progressive de la population selon différents scénarios incluant la fécondité et l'immigration.
L'augmentation de l'espérance de vie moyenne en Estonie est la plus rapide de toute l'Union européenne. L'espérance de vie moyenne est de 78,82 ans et reste néanmoins en dessous de la moyenne européenne et connait un écart important entre les sexes : les hommes vivent en moyenne 8,4 années de moins que les femmes,.

## Évolution de la population
Toutes les données sont celles de la population au 1er janvier de chaque année par le Statistikaamet.
| Année | Population | Variation | Evenements notables                                                        |
| ----- | ---------- | --------- | -------------------------------------------------------------------------- |
| 1919  | 1 069 344  | —         | Guerre d'indépendance                                                      |
| 1920  | 1 059 000  | -10 344   | Guerre d'indépendance                                                      |
| 1921  | 1 076 543  | +17 543   |                                                                            |
| 1922  | 1 097 733  | +21 190   |                                                                            |
| 1923  | 1 107 130  | +9 397    |                                                                            |
| 1924  | 1 114 498  | +7 368    |                                                                            |
| 1925  | 1 116 730  | +2 232    |                                                                            |
| 1926  | 1 117 270  | +540      |                                                                            |
| 1927  | 1 116 343  | -927      |                                                                            |
| 1928  | 1 114 941  | -1 402    |                                                                            |
| 1929  | 1 116 553  | +1 612    |                                                                            |
| 1930  | 1 114 748  | -1 805    |                                                                            |
| 1931  | 1 117 445  | +2 697    |                                                                            |
| 1932  | 1 119 339  | +1 894    |                                                                            |
| 1933  | 1 123 734  | +4 395    |                                                                            |
| 1934  | 1 124 769  | +1 035    |                                                                            |
| 1935  | 1 127 928  | +3 159    |                                                                            |
| 1936  | 1 129 804  | +1 876    |                                                                            |
| 1937  | 1 130 143  | +339      |                                                                            |
| 1938  | 1 131 161  | +1 018    |                                                                            |
| 1939  | 1 133 917  | +2 756    |                                                                            |
| 1940  | 1 121 939  | -11 978   | Déplacements des Germano-Baltes (1939)                                     |
| 1941  | ..         | ..        | Seconde Guerre mondiale : occupation soviétique                            |
| 1942  | ..         | ..        | Seconde Guerre mondiale : occupation allemande                             |
| 1943  | ..         | ..        | Seconde Guerre mondiale : occupation allemande                             |
| 1944  | ..         | ..        | Seconde Guerre mondiale : occupation allemande                             |
| 1945  | ..         | ..        | Occupation soviétique Après-guerre                                         |
| 1946  | ..         | ..        | Occupation soviétique Après-guerre                                         |
| 1947  | ..         | ..        | Occupation soviétique Après-guerre                                         |
| 1948  | ..         | ..        | Occupation soviétique Après-guerre                                         |
| 1949  | ..         | ..        | Occupation soviétique Après-guerre                                         |
| 1950  | 1 022 906  | ..        | Occupation soviétique Après-guerre                                         |
| 1951  | 1 049 831  | +26 925   | Occupation soviétique Reconstitution de la population Colonisation russe   |
| 1952  | 1 073 439  | +23 608   | Occupation soviétique Reconstitution de la population Colonisation russe   |
| 1953  | 1 092 763  | +19 324   | Occupation soviétique Reconstitution de la population Colonisation russe   |
| 1954  | 1 120 213  | +27 450   | Occupation soviétique Reconstitution de la population Colonisation russe   |
| 1955  | 1 137 640  | +17 427   | Occupation soviétique Reconstitution de la population Colonisation russe   |
| 1956  | 1 150 791  | +13 151   | Occupation soviétique Reconstitution de la population Colonisation russe   |
| 1957  | 1 165 009  | +14 218   | Occupation soviétique Reconstitution de la population Colonisation russe   |
| 1958  | 1 178 717  | +13 708   | Occupation soviétique Reconstitution de la population Colonisation russe   |
| 1959  | 1 191 428  | +12 711   | Occupation soviétique Reconstitution de la population Colonisation russe   |
| 1960  | 1 206 362  | +14 934   | Occupation soviétique Reconstitution de la population Colonisation russe   |
| 1961  | 1 216 712  | +10 350   | Occupation soviétique Reconstitution de la population Colonisation russe   |
| 1962  | 1 233 441  | +16 729   | Occupation soviétique Reconstitution de la population Colonisation russe   |
| 1963  | 1 249 804  | +16 363   | Occupation soviétique Reconstitution de la population Colonisation russe   |
| 1964  | 1 267 910  | +18 106   | Occupation soviétique Reconstitution de la population Colonisation russe   |
| 1965  | 1 286 262  | +18 352   | Occupation soviétique Reconstitution de la population Colonisation russe   |
| 1966  | 1 302 870  | +16 608   | Occupation soviétique Reconstitution de la population Colonisation russe   |
| 1967  | 1 314 323  | +11 453   | Occupation soviétique Reconstitution de la population Colonisation russe   |
| 1968  | 1 323 569  | +9 246    | Occupation soviétique Reconstitution de la population Colonisation russe   |
| 1969  | 1 338 858  | +15 289   | Occupation soviétique Reconstitution de la population Colonisation russe   |
| 1970  | 1 351 640  | +12 782   | Occupation soviétique Reconstitution de la population Colonisation russe   |
| 1971  | 1 368 511  | +16 871   | Occupation soviétique Reconstitution de la population Colonisation russe   |
| 1972  | 1 385 399  | +16 888   | Occupation soviétique Reconstitution de la population Colonisation russe   |
| 1973  | 1 399 637  | +14 238   | Occupation soviétique Reconstitution de la population Colonisation russe   |
| 1974  | 1 412 265  | +12 628   | Occupation soviétique Reconstitution de la population Colonisation russe   |
| 1975  | 1 424 073  | +11 808   | Occupation soviétique Reconstitution de la population Colonisation russe   |
| 1976  | 1 434 630  | +10 557   | Occupation soviétique Reconstitution de la population Colonisation russe   |
| 1977  | 1 444 522  | +9 892    | Occupation soviétique Reconstitution de la population Colonisation russe   |
| 1978  | 1 455 900  | +11 378   | Occupation soviétique Reconstitution de la population Colonisation russe   |
| 1979  | 1 464 476  | +8 576    | Occupation soviétique Reconstitution de la population Colonisation russe   |
| 1980  | 1 472 190  | +7 714    | Occupation soviétique Reconstitution de la population Colonisation russe   |
| 1981  | 1 482 247  | +10 057   | Occupation soviétique Reconstitution de la population Colonisation russe   |
| 1982  | 1 493 085  | +10 838   | Occupation soviétique Reconstitution de la population Colonisation russe   |
| 1983  | 1 503 743  | +10 658   | Occupation soviétique Reconstitution de la population Colonisation russe   |
| 1984  | 1 513 747  | +10 004   | Occupation soviétique Reconstitution de la population Colonisation russe   |
| 1985  | 1 523 486  | +9 739    | Occupation soviétique Reconstitution de la population Colonisation russe   |
| 1986  | 1 534 076  | +10 590   | Occupation soviétique Reconstitution de la population Colonisation russe   |
| 1987  | 1 546 304  | +12 228   | Occupation soviétique Reconstitution de la population Colonisation russe   |
| 1988  | 1 558 137  | +11 833   | Occupation soviétique Reconstitution de la population Colonisation russe   |
| 1989  | 1 565 662  | +7 525    | Occupation soviétique Reconstitution de la population Colonisation russe   |
| 1990  | 1 570 599  | +4 937    | Occupation soviétique Reconstitution de la population Colonisation russe   |
| 1991  | 1 567 749  | -2 850    | Occupation soviétique Reconstitution de la population Colonisation russe   |
| 1992  | 1 554 878  | -12 871   | Rétablissement de l'indépendance (1991)                                    |
| 1993  | 1 511 303  | -43 575   | Décolonisation Départ des russes Emigration                                |
| 1994  | 1 476 952  | -34 351   | Décolonisation Départ des russes Emigration                                |
| 1995  | 1 448 075  | -28 877   | Décolonisation Départ des russes Emigration                                |
| 1996  | 1 425 192  | -22 883   | Décolonisation Départ des russes Emigration                                |
| 1997  | 1 405 996  | -19 196   | Décolonisation Départ des russes Emigration                                |
| 1998  | 1 393 074  | -12 922   | Décolonisation Départ des russes Emigration                                |
| 1999  | 1 379 237  | -13 837   | Décolonisation Départ des russes Emigration                                |
| 2000  | 1 401 250  | +22 013   | Ajustement des statistiques                                                |
| 2001  | 1 392 720  | -8 530    |                                                                            |
| 2002  | 1 383 510  | -9 210    |                                                                            |
| 2003  | 1 375 190  | -8 320    |                                                                            |
| 2004  | 1 366 250  | -8 940    |                                                                            |
| 2005  | 1 358 850  | -7 400    |                                                                            |
| 2006  | 1 350 700  | -8 150    |                                                                            |
| 2007  | 1 342 920  | -7 780    |                                                                            |
| 2008  | 1 338 440  | -4 480    |                                                                            |
| 2009  | 1 335 740  | -3 300    |                                                                            |
| 2010  | 1 333 290  | -2 450    |                                                                            |
| 2011  | 1 329 660  | -3 630    |                                                                            |
| 2012  | 1 325 217  | -4 443    |                                                                            |
| 2013  | 1 320 174  | -5 043    |                                                                            |
| 2014  | 1 315 819  | -4 355    |                                                                            |
| 2015  | 1 313 271  | -2 548    |                                                                            |
| 2016  | 1 315 944  | +2 673    | Période d'attractivité internationale Immigration et retour des Estoniens, |
| 2017  | 1 315 635  | -309      | Période d'attractivité internationale Immigration et retour des Estoniens, |
| 2018  | 1 319 133  | +3 498    | Période d'attractivité internationale Immigration et retour des Estoniens, |
| 2019  | 1 324 820  | +5 687    | Période d'attractivité internationale Immigration et retour des Estoniens, |
| 2020  | 1 328 889  | +4 069    | Période d'attractivité internationale Immigration et retour des Estoniens, |
| 2021  | 1 330 068  | +1 179    | Période d'attractivité internationale Immigration et retour des Estoniens, |
| 2022  | 1 331 796  | +1 728    | Période d'attractivité internationale Immigration et retour des Estoniens, |
| 2023  | 1 365 884  | +34 088   | Invasion de l'Ukraine Accueil des réfugiés                                 |
| 2024  | 1 374 687  | +8 803    | Invasion de l'Ukraine Accueil des réfugiés                                 |
| 2025  | 1 369 995  | -4 692    | Invasion de l'Ukraine Accueil des réfugiés                                 |

De 1960 à 2015
| Année | Population (au 1er janvier) | Naissances | Taux de natalité (‰) | Taux de fécondité (enfants par femme) | Décès  | Taux de mortalité (‰) | Taux de variation naturelle (‰) | Solde migratoire | Croissance démographique (‰) |
| ----- | --------------------------- | ---------- | -------------------- | ------------------------------------- | ------ | --------------------- | ------------------------------- | ---------------- | ---------------------------- |
| 1960  | 1 206 362                   | 20 187     | 16 7                 |                                       | 12 738 | 10 5                  | 6 1                             | 2 901            | 8 5                          |
| 1965  | 1 286 262                   | 18 909     | 14 6                 |                                       | 13 520 | 10 4                  | 4 2                             | 11 219           | 12 8                         |
| 1970  | 1 351 640                   | 21 552     | 15 8                 |                                       | 15 186 | 11 2                  | 4 7                             | 10 505           | 12 4                         |
| 1975  | 1 424 073                   | 21 360     | 14 9                 |                                       | 16 572 | 11 6                  | 3 3                             | 5 769            | 7 4                          |
| 1980  | 1 472 190                   | 22 204     | 15 0                 |                                       | 18 199 | 12 3                  | 2 7                             | 6 052            | 6 8                          |
| 1985  | 1 523 486                   | 23 630     | 15 5                 |                                       | 19 343 | 12 7                  | 2 8                             | 6 303            | 6 9                          |
| 1990  | 1 570 599                   | 22 304     | 14 2                 | 2 05                                  | 19 531 | 12 4                  | 1 8                             | −5 263           | - 1 8                        |
| 1995  | 1 448 075                   | 13 509     | 9 4                  | 1 38                                  | 20 828 | 14 5                  | - 5 1                           | −15 564          | - 15 9                       |
| 2000  | 1 401 250                   | 13 067     | 9 4                  | 1 36                                  | 18 403 | 13 2                  | - 3 8                           | −3 194           | - 6 1                        |
| 2005  | 1 358 850                   | 14 350     | 10 6                 | 1 52                                  | 17 316 | 12 8                  | - 2 2                           | −5 184           | - 6 0                        |
| 2010  | 1 333 290                   | 15 825     | 11 9                 | 1 72                                  | 15 790 | 11 9                  | 0                               | −3 665           | - 2 7                        |
| 2015  | 1 314 870                   | 13 907     | 10 6                 | 1 58                                  | 15 243 | 11 6                  | - 1 0                           | 2 410            | 0 8                          |

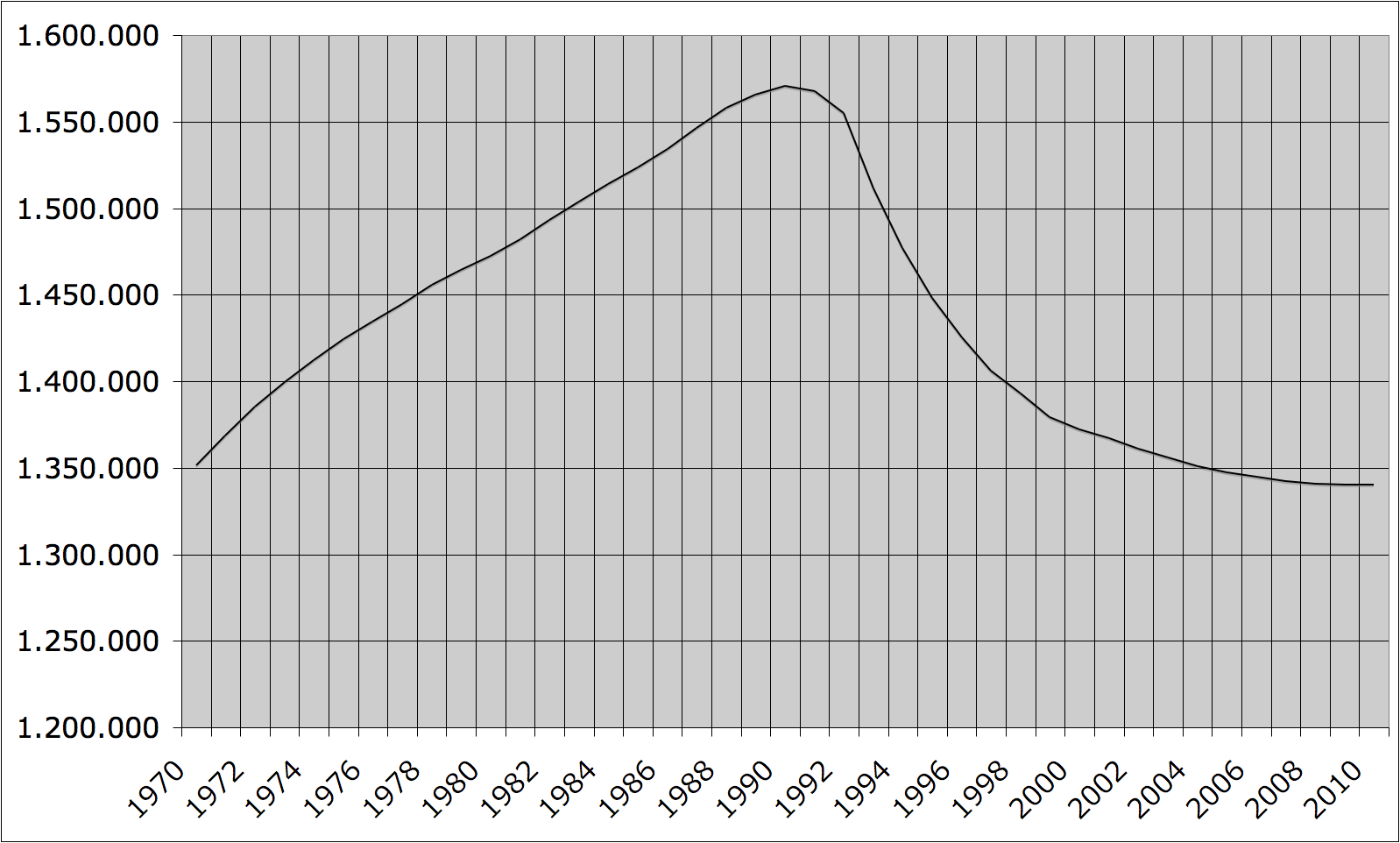
Évolution démographique de l'Estonie de 1970 à 2010.

La population de l'Estonie était de 1 351 640 en janvier 1970. Elle est passée à 1 570 599 en janvier 1990. Cependant depuis 1990, l'Estonie a perdu environ 15 % de sa population soit environ 230 000 personnes, passant à 1 340 194 en janvier 2011.

### Projection démographique
L'évolution probable de la taille et de la structure de la population fait l'objet d'une projection tenant compte des tendances actuelles de l'évolution de la population avec comme année de référence 2015 :
| Année | Population (au 1er janvier) - Projection de référence |
| ----- | ----------------------------------------------------- |
| 2020  | 1 317 940                                             |
| 2030  | 1 306 181                                             |
| 2040  | 1 283 732                                             |
| 2050  | 1 256 975                                             |
| 2060  | 1 221 012                                             |
| 2070  | 1 178 364                                             |
| 2080  | 1 140 304                                             |

## Structure par âge

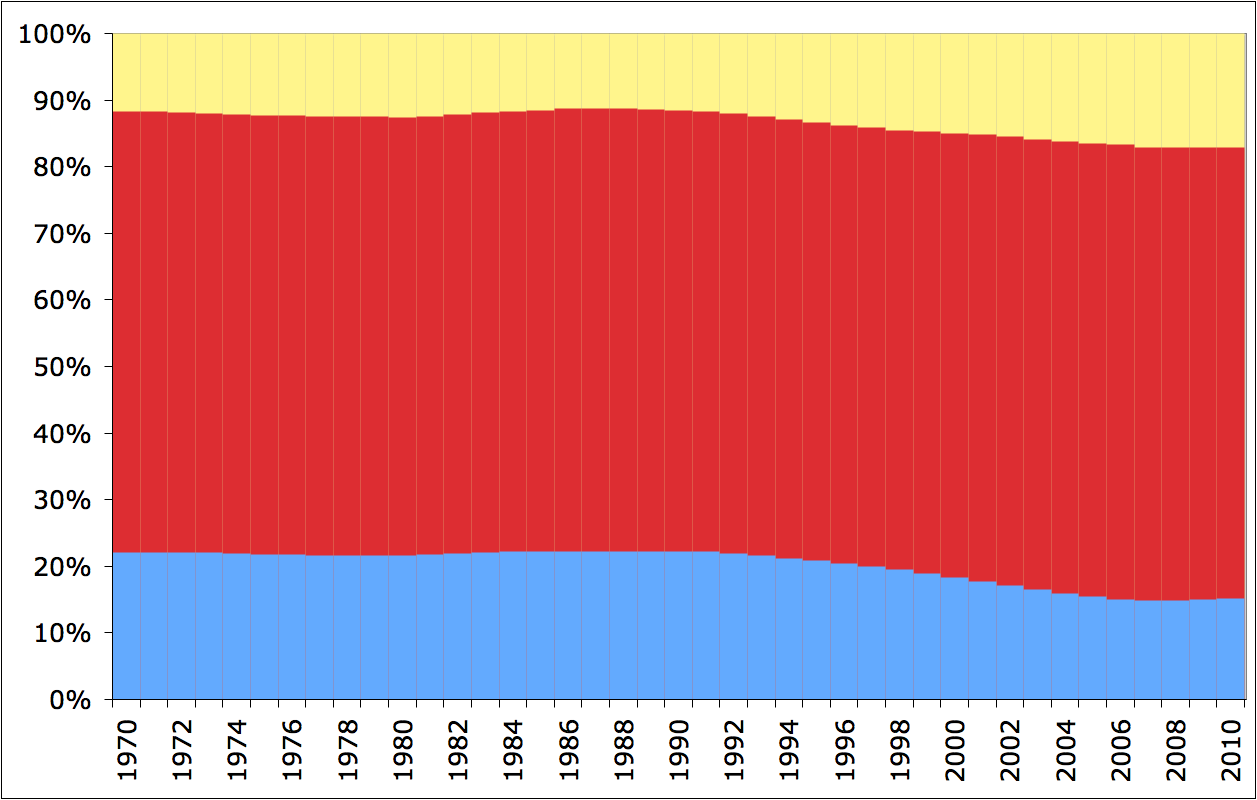
Structure par âge de l'Estonie de 1970 à 2010.
0 à 14 ans
15 à 64 ans
65 ans et plus

La structure par âge du pays est relativement stable entre 1970 et 1990 la population âgée de 0 à 14 ans représente environ 22 % de la population totale la population entre 15 et 65 ans environ 66 % et les personnes de 65 ans et plus environ 12 % de la population. Mais de par la diminution des naissances après 1990 la population de 0 à 14 ans ne représente plus que 15 % de la population en 2009 quand la population de 65 ans et plus représente environ 17 % de la population en 2009 ce qui est relativement modeste à l'échelle européenne et celle entre 15 et 64 ans 68 % de la population de 2009.

## Natalité et mortalité

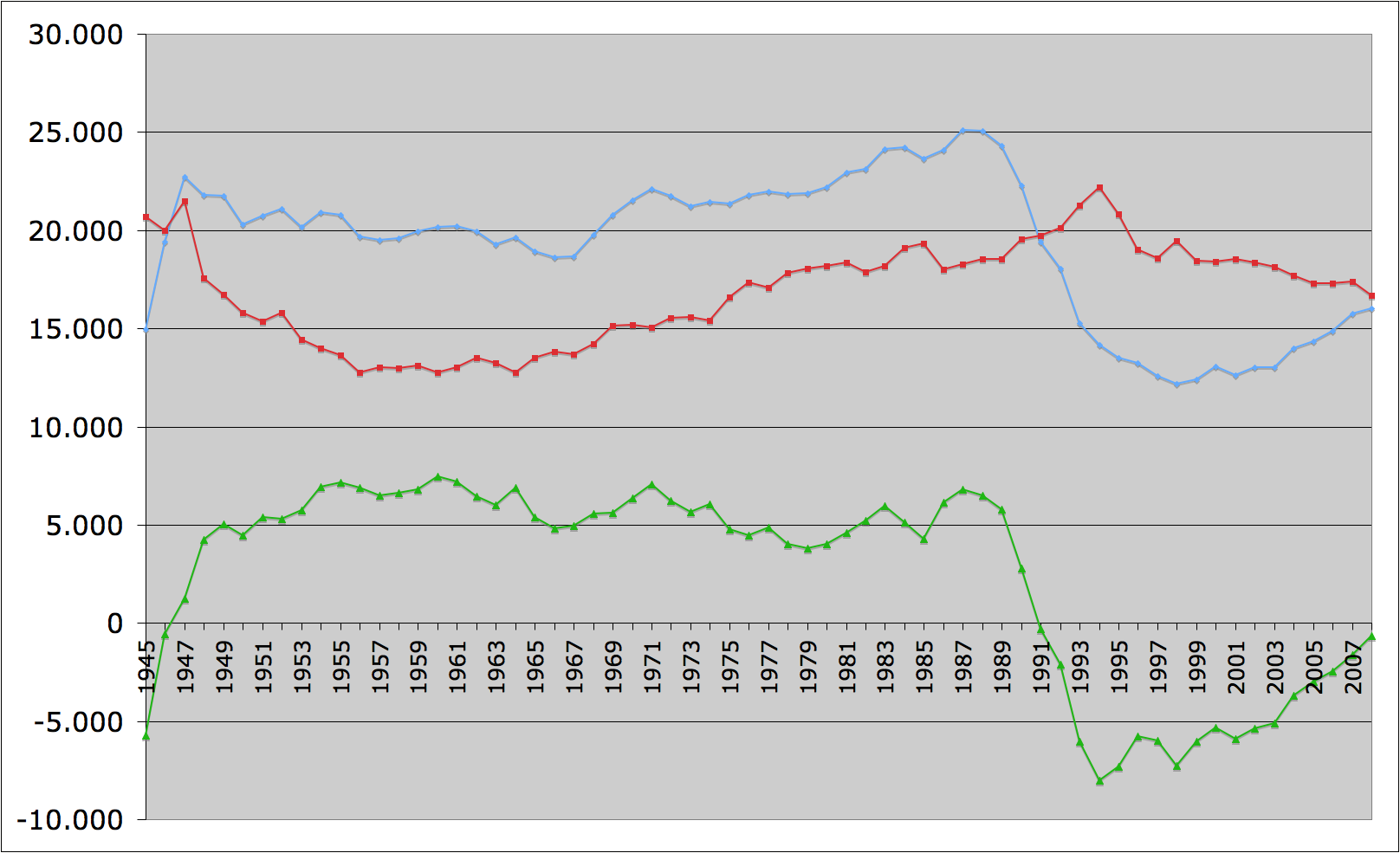
Accroissement naturel de l'Estonie entre 1945 et 2008.
Nombre de naissances
Nombre de décès
Accroissement naturel

De 1947 à 1989, le nombre de naissances est bien supérieur à celui des décès, mais depuis 1991, l'Estonie est en situation de déficit de naissances par rapport aux décès. En 2008, le taux de natalité était ainsi de 11 76, soit 15 763 naissances pour un taux de mortalité de 12, soit 16 081 décès. Ce qui correspond à un taux d'accroissement naturel de -0.24, soit un déficit de 318 naissances.
En 2009, l'âge maternel à la naissance de son premier enfant est de 26 ans.
Les principales causes de mortalités sont les maladies du système circulatoire les cancers et les causes extérieures. Ces dernières notamment les suicides et les accidents de la route sont les principales causes de décès avant 40 ans. À partir de 40 ans, les cancers sont les principales causes de décès.

## Fécondité
Entre 1970 et 1990, le taux de fécondité est resté légèrement au-dessus de 2 enfants par femme. Mais après l'indépendance le taux de fécondité a chuté rapidement de par un climat d'anomie d'insécurité de l'emploi passant en 1998 à un taux de 1,28 enfant par femme. Le taux est cependant reparti fortement à la hausse il est ainsi de 1 66 en 2008 et de 1 63 en 2009.

## Nuptialité
D'après le recensement de 2000, environ 50 % des hommes et 42 % des femmes sont mariés. Parmi l'ensemble des cohabitations, 21 % des couples ne sont pas déclarés officiellement. Ainsi en 2009, environ 60 % des naissances sont issues de couples non-mariés. L'Estonie a le taux de divortialité le plus important d'Europe.

## Mortalité infantile
La taux de mortalité infantile a fortement baissé ses dernières décennies. En 1970, il est ainsi de 17,7 ‰. Il passe en 1980 à 17,1 ‰. En 1990, il est de 12,3 ‰, de 8,4 ‰ en 2000 et de 3,6 ‰ en 2009.

## Espérance de vie
L'espérance de vie en Estonie est globalement plus faible qu'en Europe occidentale. Pendant la période soviétique, l'espérance de vie masculine se situait autour de 64 et 66 ans et celle féminine de 73 et 75 ans. Après l'indépendance, l'espérance de vie a chuté jusqu'à atteindre son plus bas niveau en 1994 avec une espérance de vie de 60,5 ans pour les hommes et de 72,8 ans pour les femmes. Après quoi l'espérance de vie est remontée, passant en 2011 à 68 ans pour les hommes et 79 ans pour les femmes. Le pays accuse ainsi un fort différentiel d'espérance de vie entre les deux sexes avec une différence située ces dernières décennies entre 11 et 12 ans. Cette différence s'explique par une forte mortalité des jeunes hommes due à des morts violentes (accidents meurtres suicides),.

## Migration

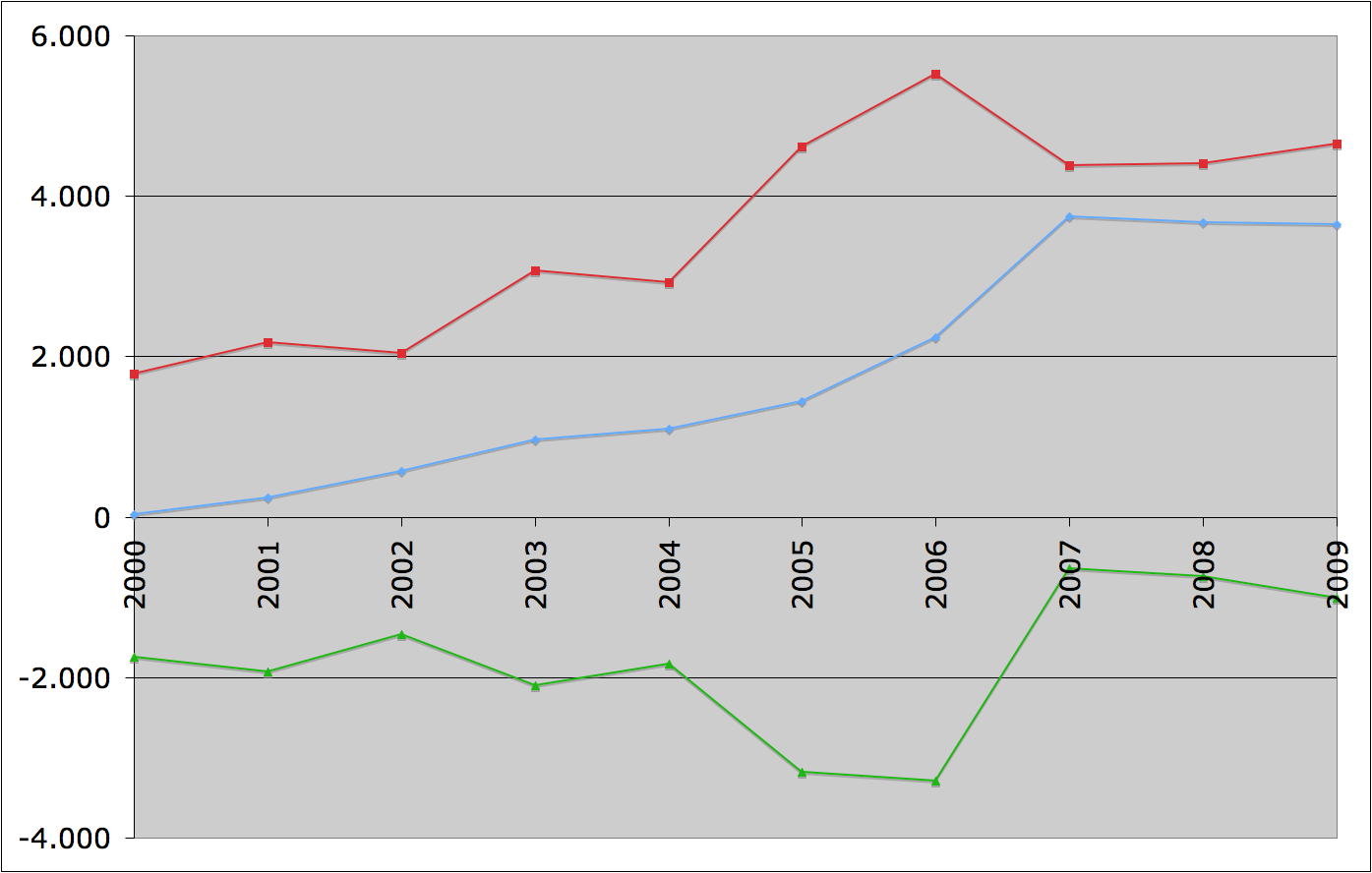
Flux migratoire en Estonie entre 2000 et 2009.
Nombre d'immigrants
Nombre d'émigrants
Solde migratoire

Après la Seconde Guerre mondiale, l'Estonie est sujette à une importante immigration venant des autres régions de l'Union soviétique bien que celle-ci tend à être compensée par une hausse de l'émigration à la fin de la période soviétique. Ainsi, en 1989, l'émigration et l'immigration étaient à des niveaux proches. Mais à son indépendance, l'Estonie fixe un quota d'immigration qui limite l'immigration annuelle à 0 1 % de la population totale, la réduisant fortement. Les quotas d'immigrations seront par la suite successivement réduit. En 2010, une large part des pays d'Europe de l'Ouest est exemptée de ces quotas.
Si l'accroissement naturel a été négatif entre 1991 et 2010, avec une perte de 82 000 personnes sur un déclin démographique de 230 000 personnes au total sur la période, le reste de ce déficit est dû à une forte émigration. Ainsi, près de 150 000 estoniens, soit environ 10 % de la population a émigré durant cette période.
Durant les années 1990, l'émigration est en forte hausse, notamment pour les personnes originaires de Russie, de Biélorussie et d'Ukraine, surtout dans les premières années de l'indépendance de par le départ des troupes soviétiques et de leur famille du territoire. En parallèle, l'émigration économique vers l'Europe de l'Ouest commence. Dans les dernières années de la décennie, cette émigration diminue légèrement mais repart à la hausse en 2004 après l'adhésion de l'Estonie à l'Union européenne qui a permis de faciliter les procédures d'émigration. Les principaux pays d'émigrations sont la Finlande, la Russie, l'Allemagne, les États-Unis, la Suède, la Grande-Bretagne et l'Ukraine. Entre 2000 et 2009, l'émigration est toujours supérieure à l'immigration mais à un degré bien moindre que durant les années 1990.

## Distribution de la population et urbanisation
Les régions les plus denses d'Estonie sont majoritairement situées sur la côte et le nord du pays.
Les principales villes d'Estonie sont : Tallinn (400 378 habitants) ; Tartu (101 169 habitants) ; Narva (74 572 habitants) ; Pärnu (51 927 habitants) ; et Kohtla-Järve (46 740 habitants). Ces cinq villes regroupent la majorité de la population, des activités économiques et industrielles et des infrastructures du pays.
Ainsi si 69 % de la population d'Estonie est urbaine, 68 % de la population totale vit dans les centres régionaux des comtés de Harju, de Viru-Est, de Tartu et de Pärnu.

## Langues
Plusieurs langues sont couramment parlées en Estonie ; cela inclut l'estonien, le russe, l'ukrainien, l'anglais, le finnois, l'allemand etc.
Écrit en alphabet latin l'estonien est la principale langue du pays et l'unique langue officielle. L'estonien et le finnois sont très proches étant toutes les deux de la branche fennique de la famille des langues ouralienne. Cependant, les deux langues ne sont pas mutuellement intelligibles.

## Composition ethnique
Avant la Seconde Guerre mondiale, la population d'Estonie était composé à 88 1 % d'Estoniens. Le reste de la population était composée de Russes avec 8 2 % de la population soit 92 000 personnes, d'Allemands avec 1 5 % soit 7 600 personnes, de Lettons et de Juifs. Durant la Seconde Guerre mondiale, une large partie des minorités quitte l'Estonie. Ainsi à la sortie de la guerre, 97 % de la population est composé d'Estoniens. Durant la période soviétique, une importante immigration en provenance de l'Union soviétique se produit. La proportion d'Estoniens passe de 88 % en 1934 à 61 5 % en 1989. Mais depuis l'indépendance, la communauté russophone est sujette à une forte émigration, notamment durant les premières années due au départ des troupes militaires soviétiques. Ainsi la population russe passe de 30 % en 1989 à 25 6 % en 2008, la population ukrainienne de 3 1 % à 2 1 % et la population biélorusse de 1 8 % à 1 2 %.
En 2010, la population estonienne est composée à 68 % d'Estoniens, à 25 % de Russes, à 2 % d'Ukrainiens, à 1 % de Biélorusses et à 1 % de Finnois. Les autres minorités importantes sont les Juifs, les Tatars, les Allemands, les Lettons, les Polonais et les Lituaniens,.
En 2008, 13 des 15 comtés du pays étaient peuplés à plus de 80 % de personne se considérant comme Estonien. Les comtés ayant le plus d'Estoniens sont le comté de Hiiu avec 98 4 % et le comté de Saare avec 98 3 %. Alors qu'à l'inverse les comtés de Harju et de Viru-Est ont respectivement 59 6 % et 19 7 % d'Estoniens ethnique et que la population russe est de respectivement 32 4 % et 71 2 %.
| Groupe ethnique   | Recens. 1897 (en %) | Recens. 1922 (en %) | Recens. 1934 (en %) | Recens. 1959 (en %) | Recens. 1970 (en %) | Recens. 1979 (en %) | Recens. 1989 (en %) | Recens. 2000 (en %) | Recens. 2011 (en %) | Recens. 2016 (en %) | Recens. 2021 (en %) |
| ----------------- | ------------------- | ------------------- | ------------------- | ------------------- | ------------------- | ------------------- | ------------------- | ------------------- | ------------------- | ------------------- | ------------------- |
| Estoniens         | 90.6                | 87 6                | 88 1                | 74 6                | 68 2                | 64 7                | 61 5                | 67 9                | 68 7                | 68 8                | 69.1                |
| Russes            | 3.9                 | 8 2                 | 8 2                 | 20 1                | 24 7                | 27 9                | 30 3                | 25 6                | 24 8                | 25 1                | 23.6                |
| Autres            | 0.                  | 1 0                 | 0 4                 | 0 5                 | 0 5                 | 0 6                 | 0 9                 | 1 2                 | 2 4                 | 5 1                 | 1.1                 |
| Ukrainiens        | 0.1                 |                     | 0 0                 | 1 3                 | 2 1                 | 2 5                 | 3 1                 | 2 1                 | 1 7                 | 1 7                 | 2.1                 |
| Biélorusses       | 0.0                 |                     |                     | 0 9                 | 1 4                 | 1 6                 | 1 8                 | 1 3                 | 1 0                 | 0 9                 | 0.9                 |
| Ethnies inconnues |                     |                     |                     |                     |                     |                     |                     |                     |                     | 0 9                 |                     |
| Finlandais        | 0.0                 | 0 0                 | 0 1                 | 1 4                 | 1 4                 | 1 2                 | 1 1                 | 0 9                 | 0 6                 | 0 6                 | 0.6                 |
| Lettons           | 0.6                 | 0 2                 | 0 5                 | 0 2                 | 0 2                 | 0 3                 | 0 2                 | 0 2                 | 0 1                 | 0 1                 | 0.3                 |
| Juifs             | 0.4                 | 0 4                 | 0 4                 | 0 5                 | 0 4                 | 0 3                 | 0 3                 | 0 2                 | 0 2                 | 0 1                 | 0.1                 |
| Tatars            | 0.0                 |                     | 0 0                 | 0 1                 | 0 2                 | 0 2                 | 0 3                 | 0 2                 | 0 2                 | 0 1                 | 0.1                 |
| Polonais          | 0.2                 | 0 1                 | 0 1                 | 0 2                 | 0 2                 | 0 2                 | 0 2                 | 0 2                 | 0 1                 | 0 1                 | 0.1                 |
| Allemands         | 3.5                 | 1 7                 | 1 5                 | 0 1                 | 0 6                 | 0 3                 | 0 2                 | 0 1                 | 0 1                 | 0 1                 | 0.2                 |
| Lituaniens        | 0.0                 | 0 0                 | 0 0                 | 0 1                 | 0 2                 | 0 2                 | 0 2                 | 0 2                 | 0 1                 | 0 1                 | 0.2                 |
| Suédois           | 0.6                 | 0 7                 | 0 7                 |                     | 0 0                 | 0 0                 | 0 0                 |                     | 0 0                 |                     | 0.0                 |

| Nationalité            | 2011      | 2017      | 2018      | 2019      | 2020      | 2021      | 2022      | 2023      |
| ---------------------- | --------- | --------- | --------- | --------- | --------- | --------- | --------- | --------- |
| Population totale      | 1 294 455 | 1 315 635 | 1 319 133 | 1 324 820 | 1 328 889 | 1 330 068 | 1 331 796 | 1 365 884 |
| Estonie                | 1 102 618 | 1 119 146 | 1 121 670 | 1 125 290 | 1 128 513 | 1 128 816 | 1 128 413 | 1 128 387 |
| Population étrangère   | 208 038   | 196 344   | 197 160   | 199 158   | 199 674   | 201 252   | 203 383   | 237 497   |
| Russie                 | 90 510    | 86 674    | 85 369    | 84 628    | 83 968    | 82 890    | 81 691    | 81 036    |
| Non citoyens reconnus* | 85 961    | 77 926    | 75 628    | 73 587    | 71 350    | 69 127    | 66 583    | 64 297    |
| Ukraine                | 4 756     | 7 974     | 8 649     | 9 848     | 11 258    | 13 405    | 15 934    | 48 712    |
| Lettonie               | 1 762     | 3 179     | 3 870     | 4 409     | 4 601     | 4 790     | 5 038     | 5 406     |
| Finlande               | 1 519     | 4 041     | 4 384     | 4 749     | 4 750     | 4 717     | 4 677     | 4 648     |
| Biélorussie            | 1 488     | 1 658     | 1 739     | 1 894     | 2 091     | 2 327     | 2 707     | 3 034     |
| Lituanie               | 1 354     | 1 803     | 1 894     | 1 941     | 1 906     | 1 884     | 1 871     | 1 906     |
| Allemagne              |           | 1 414     | 1 648     | 1 757     | 1 650     | 1 796     |           |           |
| Inde                   |           | 444       | 548       | 693       | 953       |           | 1 317     |           |
| France                 |           |           |           | 864       | 873       |           | 1 300     |           |
| Italie                 |           | 835       | 1 016     | 1 198     | 1 159     |           | 1 267     |           |
| Royaume-Uni            |           | 647       | 730       | 833       | 905       |           | 1 124     |           |
| Nigeria                |           |           |           | 611       | 815       |           | 1 094     |           |

- Les apatrides en Estonie sont essentiellement des anciens citoyens soviétiques qui n'ont pas obtenu la nationalité estonienne après l'indépendance de l'Estonie. La plupart sont russophones.

| Pays de naissance    | 2016      | 2017      | 2018      | 2019      | 2020      | 2023      | 2024      |
| -------------------- | --------- | --------- | --------- | --------- | --------- | --------- | --------- |
| Estonie              | 1 122 085 | 1 123 074 | 1 122 844 | 1 126 756 | 1 129 934 | 1 130 504 | 1 129 535 |
| Total pays étrangers | 193 813   | 192 535   | 196 207   | 197 896   | 198 306   | 234 743   | 244 422   |
| Russie               | 126 161   | 122 920   | 120 576   | 118 103   | 115 890   | 109 487   | 107 455   |
| Ukraine              | 22 365    | 22 713    | 23 174    | 23 998    | 24 996    | 59 320    | 69 744    |
| Biélorussie          | 10 905    | 10 698    | 10 572    | 10 447    | 10 355    | 10 401    | 10 187    |
| Lettonie             | 4 782     | 4 913     | 5 538     | 5 987     | 6 094     | 6 684     | 6 687     |
| Finlande             | 4 293     | 4 658     | 5 399     | 5 887     | 6 037     | 6 174     | 6 110     |
| Kazakhstan           | 3 744     | 3 726     | 3 730     | 3 729     | 3 760     | 3 949     | 4 000     |
| Allemagne            | 1 896     | 1 984     | 2 372     | 2 491     | 2 380     | 2 706     | 2 703     |
| Azerbaïdjan          | 1 482     | 1 486     | 1 531     | 1 615     | 1 688     | 1 965     | 2 041     |
| Lituanie             | 2 037     | 2 059     | 2 140     | 2 155     | 2 090     | 2 006     | 1 997     |
| Géorgie              | 1 683     | 1 683     | 1 715     | 1 759     | 1 769     | 1 866     | 1 900     |
| Moldavie             | 937       | 952       | 1 046     | 1 118     | 1 136     | 1 699     | 1 867     |
| Inde                 | 380       | 466       | 567       | 708       | 955       | 1 603     | 1 788     |
| Royaume-Uni          | 737       | 799       | 1 164     | 1 289     | 1 413     | 1 758     | 1 779     |
| Ouzbékistan          | 1 091     | 1 082     | 1 083     | 1 089     | 1 107     | 1 294     | 1 427     |
| États-Unis           | 674       | 720       | 1 090     | 1 173     | 1 218     | 1 398     | 1 411     |
| France               | 584       | 653       | 831       | 954       | 949       | 1 393     | 1 280     |
| Nigeria              |           |           |           |           |           | 1 189     | 1 264     |
| Italie               | 706       | 794       | 1 091     | 1 244     | 1 156     | 1 252     | 1 242     |
| Turquie              |           |           |           |           |           | 947       | 1 100     |
| Suède                | 580       | 608       | 838       | 946       | 941       | 995       | 1 009     |
| Espagne              |           |           |           |           |           | 961       | 939       |
| Total                | 1 315 944 | 1 315 635 | 1 319 133 | 1 324 820 | 1 328 976 | 1 365 884 | 1 374 687 |

## Religions
D'après le sondage Eurobaromètre de 2005, 16 % des Estoniens croient en Dieu alors que 54 % de la population affirme croire à une force vitale ou un esprit ; 26 % de la population affirme ne pas croire à un dieu, à un esprit ou à une quelconque force. Ce sondage fait des Estoniens la population la moins croyante de l'Union européenne. D'après un sondage de 2006 à 2008 de Gallup, 14 % d'Estoniens ont affirmé que la religion était un aspect important de leur vie, ce qui est le résultat le plus faible parmi les 143 pays concernés par le sondage.
D'après le recensement de 2000, 29 2 % de la population se considère croyante. Parmi les croyants, une majorité est luthérienne alors que la minorité russophone du pays est majoritairement orthodoxe. Ainsi 13 6 % de la population adhère au luthéranisme et 12 8 % à l'orthodoxie. Parmi les autres croyances, on dénombre 6 009 baptistes, 5 745 catholiques, 4 254 témoins de Jéhovah, 2 648 pentecôtistes, 2 515 d'orthodoxes vieux-croyants, 1 561 adventistes, 1 455 méthodistes, 1 387 musulmans et 5 008 croyants d'autres religions.